# Сервер
У рачунарству, сервер (енгл. server — „послужитељ”) je рачунарски програм или уређај који пружа функционалност другим програмима или уређајима који се називају клијенти (енгл. client — „клијент, муштерија”). Ова en назива се модел клијент—сервер, те се једно опште рачунање дели на више процеса или уређаја. Сервери могу да пружају различите функционалности, често се називају „услугама”, попут дељења података или en између више клијената или извођење рачунања за клијента. Један сервер може служити више клијената, а један клијент може користити више сервера. Поступак клијента може се покренути на истом уређају или се може повезати преко мреже на сервер на другом уређају. Типични сервери су: en, en, сервери е-поште, en, en, en и en.